# 世界選手権自転車競技大会ロードレース1984
世界選手権自転車競技大会ロードレース1984(1984 UCI Road World Championships)は、1984年9月2日、スペインのバルセロナで行われた。

## 男子プロロードレース
|    | 選手名                 | 国籍     | 時間          |
| -- | ---------------------- | -------- | ------------- |
|    | クロード・クリケリオン | ベルギー | 6時間46分46秒 |
| 2  | クラウディオ・コルティ | イタリア | +14秒         |
| 3  | スティーヴ・バウアー   | カナダ   | +1分01秒      |
| 4  | フーベルト・ザイツ     | スイス   | 同            |
| 5  | ベルナール・ブロー     | フランス | 同            |
| 6  | ロバート・ミラー       | イギリス | +1分08秒      |
| 7  | エリック・カリトゥー   | フランス | +1分12秒      |
| 8  | パルミロ・マシャレッリ | イタリア | 同            |
| 9  | フェデリコ・エチャベ   | スペイン | 同            |
| 10 | ヨープ・ズートメルク   | オランダ | 同            |